# Báb

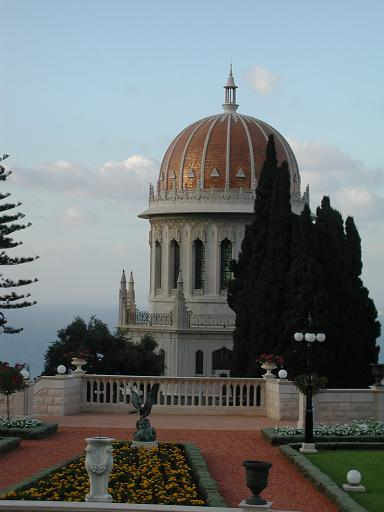
Bahá'í-graftombe van de Báb in Haifa, Israël

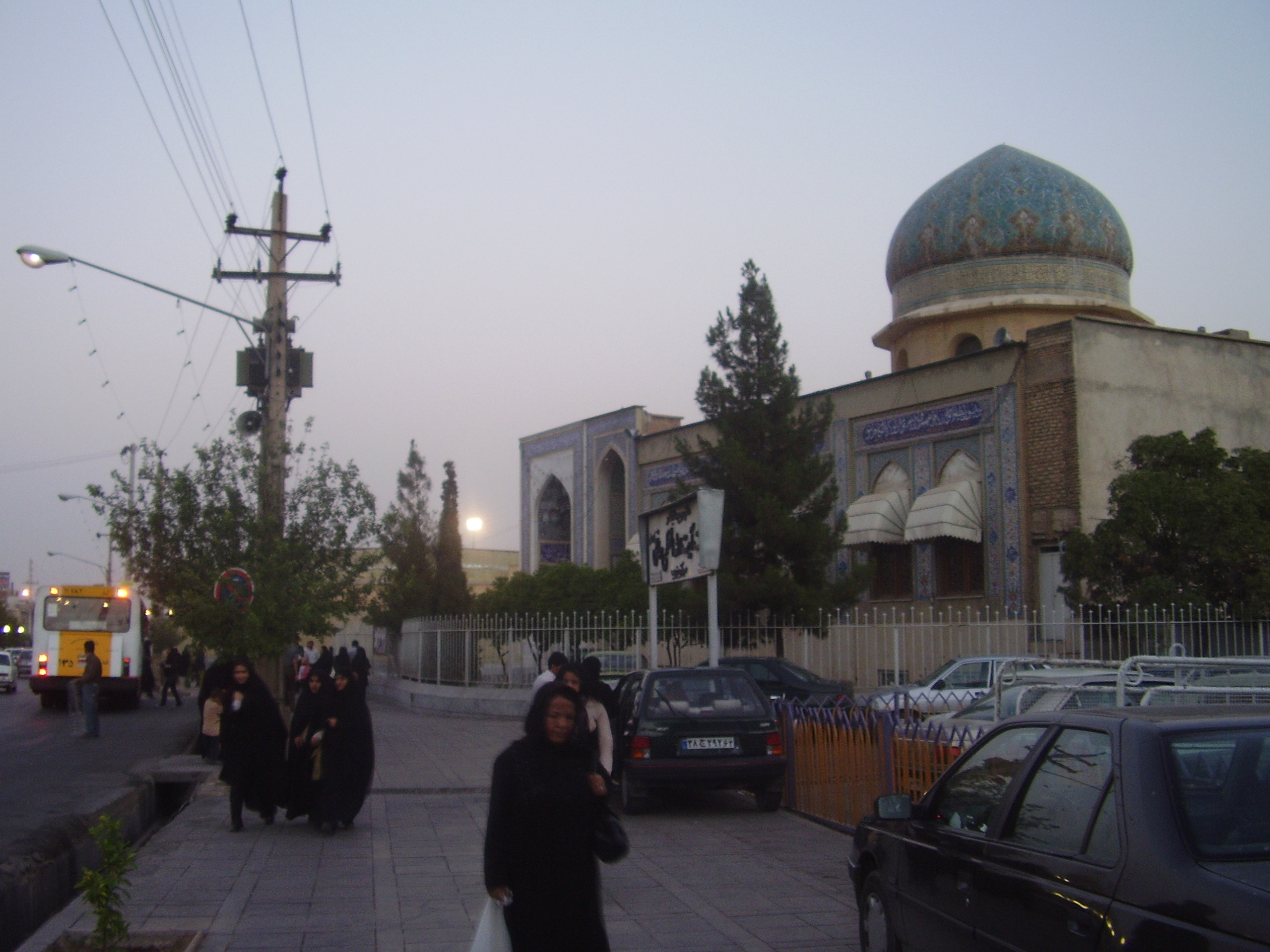
Het voormalige Huis van de Báb

De Báb, geboren als Siyyid 'Alí Muhammad (Perzisch: سيد علی محمد) (Shíráz, 20 oktober 1819 - Tabriz, 9 juli 1850) was de grondlegger van het bábisme. Hij was een koopman uit Shíráz, Perzië, die op de leeftijd van vijfentwintig beweerde de beloofde Qá'im (of Mahdi) te zijn. Na zijn verklaring nam hij de titel van de Báb (Arabisch: باب) wat "Poort" betekent. Hij schreef honderden brieven en boeken (vaak tafelen genoemd), waarin hij zijn messiaanse claims maakte en zijn leer uiteenzette, die een nieuwe sharí'ah of religieus recht vormden. Zijn beweging trok uiteindelijk tienduizenden volgelingen, kreeg zware tegenstand van de sjiitische geestelijken en werd onderdrukt door de Iraanse regering waardoor duizenden van zijn aanhangers, die Bábís werden genoemd, vervolgd en vermoord werden. In 1850 werd de Báb neergeschoten door een vuurpeloton in Tabriz.
Bahá'ís geloven dat de Báb ook de terugkeer was van Elia en Johannes de Doper, dat hij de "Ushídar-Máh" was die voorspeld werd in de zoroastrische geschriften en dat hij de voorloper van hun eigen religie was. Bahá'u'lláh, de grondlegger van het Bahá'í-geloof, was een volgeling van de Báb en verklaarde vervulling te zijn van de Bábs belofte dat God een andere boodschapper zou sturen.

## Leven

### Vroege leven
De Báb is geboren op 20 oktober 1819 in Shiraz als zoon van een handelaar in de stad; zijn vader stierf toen hij nog heel jong was en hij werd opgevoed door zijn oom van moederskant Hájí Mírzá Siyyid 'Ali, die ook een handelaar was. Hij is een afstammeling van Mohammed via Imam Husayn, via zijn beide ouders. Ergens tussen de leeftijd van 15 en 20 ging hij bij zijn oom werken in het familiebedrijf, een handelshuis en werd een handelaar in de stad Bushehr in de buurt van de Perzische Golf. Uit enkele van zijn vroege geschriften blijkt dat hij niet genoot van het familiebedrijf en zich liever bezighield met de studie van de religieuze literatuur. In 1842 trouwde hij met Khadíjih-Bagum en zij hadden een zoon, Ahmad, die stierf als zuigeling. Een tijdgenoot beschreef hem als "zeer zwijgzaam en [hij] zou nooit een woord spreken, tenzij absoluut noodzakelijk. Hij gaf zelfs geen antwoord op onze vragen. Hij was voortdurend geabsorbeerd in zijn eigen gedachten en was bezig met het herhalen van gebeden en verzen. Hij was een knappe man met een dunne baard, gekleed in schone kleren en droeg een groene sjaal en een zwarte tulband."

### De Shaykhi-beweging
In de jaren 1790 in Perzië, begon Shaykh Ahmad (1753-1826) een religieuze beweging binnen het sjiisme. Zijn volgelingen, die later bekend werd als Shaykhis, verwachtten de verschijning van de Qá'im van het Huis van Mohammed, ook wel de Mahdi. Na de dood van Shaykh Ahmad, werd het leiderschap doorgegeven aan Sayyid Kázim van Rasjt (1793-1843).
Rond 1839-40 ging de Báb op bedevaart naar Irak en verbleef voornamelijk in en rond Karbala. Er wordt gezegd dat hij daar de leider van de Shaykhis, Sayyid Kázim, had gezien. Sayyid Kázim bleek groot respect voor hem te hebben. Hij zou deelgenomen hebben aan een aantal van Siyyid Kazims lezingen, maar deze periode is vrijwel geheel ongedocumenteerd.
Bij zijn overlijden in december 1843, had Sayyid Kázim zijn volgelingen opgedragen hun huizen te verlaten om de Mahdi te zoeken, die volgens zijn profetieën binnenkort zou verschijnen. Een van deze volgelingen, genaamd Mullá Husayn, reisde, na voor veertig dagen een nachtwake in een moskee gehouden te hebben, naar Shiraz, waar hij een ontmoeting had met de Báb.

### Verklaring aan Mullá Husayn
Kort na zijn aankomst in Shiraz, kwam Mullá Husayn in contact met de Báb. Op de avond van 23 mei 1844 werd Mullá Husayn uitgenodigd door de Báb naar zijn huis; op die nacht vertelde Mullá Husayn hem dat hij op zoek was naar de mogelijke opvolger van Siyyid Kázim, de Beloofde, en de Báb vertelde Mullá Husayn dat hij de opvolger van Siyyid Kázim en de drager van de goddelijke kennis was.
Na enige overweging, werd Mullá Husayn de eerste om de claims van de Báb als de beloofde boodschapper van God te aanvaarden; de Báb had alle vragen van Mullá Husayn op een bevredigende manier beantwoord en schreef in zijn aanwezigheid, met extreme snelheid, een lang commentaar op de Surih van Jozef, dat de Qayyúmu'l-Asmá' wordt genoemd en beschouwd wordt als het eerste werk dat de Báb openbaarde.

### Letters van de Levende
Mullá Husayn was de eerste leerling van de Báb. Binnen vijf maanden hadden zeventien andere leerlingen van Siyyid Kázim onafhankelijk de Báb als een manifestatie van God erkend. Onder hen was een vrouw, Zarrín Táj Baragháni, een dichteres, die later de naam Táhirih (de Zuivere) kreeg. Deze achttien leerlingen werden later bekend als de Letters van de Levende en kregen de taak van verspreiding van het nieuwe geloof in Iran en Irak. De Báb benadrukt hun spirituele station als leden van de eerste "Eenheid" van zijn religie. In het Arabisch wordt het woord "eenheid" getranslitereerd als "vahid", dat in het Abjad-systeem een numerieke waarde van 19 heeft, dat staat voor het aantal Letters van de Levende plus de Báb.

### Pelgrimsreis en gevangenschap

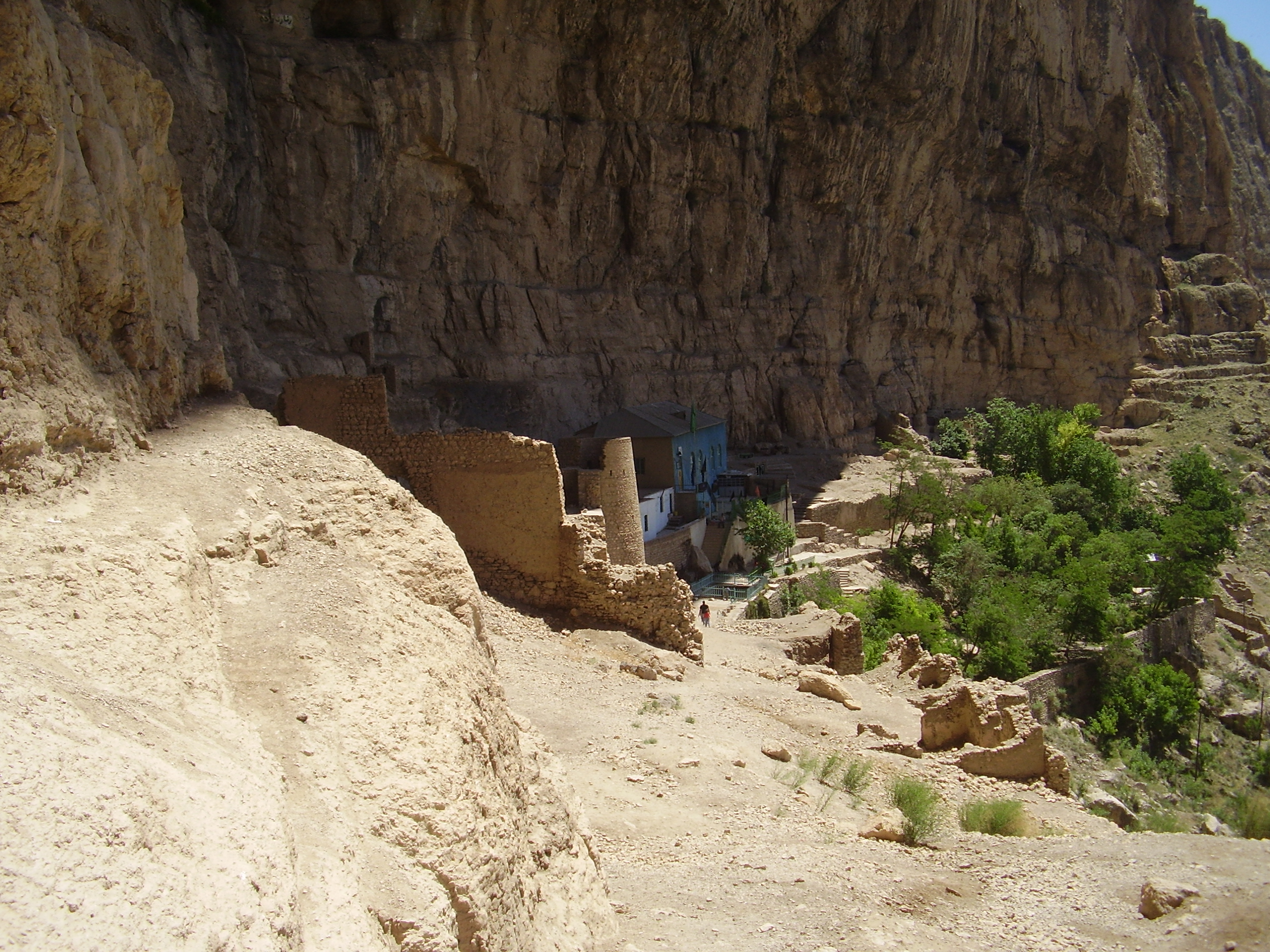
Het fort van Máh-Kú (2008)

Nadat de achttien Letters van de Levende hem hadden herkend, maakte de Báb en de achttiende Letter van de Levende, Quddús, op pelgrimsreis naar Mekka en Medina, de heilige steden van de islam. In Mekka schreef de Báb een brief naar de Sjarief van Mekka, de beschermer van de Kaäba, waarin hij zijn missie aankondigde. Na hun pelgrimstocht keerden de Báb en Quddús terug naar Bushehr, Iran.
Na enige tijd leidden de activiteiten van de Letters van de levende tot oppositie door de islamitische geestelijken, waarna de gouverneur van Shiraz het bevel gaf de Báb te arresteren. Toen de Báb van het arrestatiebevel hoorde, vertrok hij naar Shiraz in juni 1845 en gaf zich aan bij de autoriteiten. Hij werd onder huisarrest geplaatst in het huis van zijn oom tot een cholera-epidemie uitbrak in de stad in september 1846. De Báb werd vrijgelaten en vertrok naar Isfahan. Daar kwamen velen om hem te zien in het huis van de imám jum'ih, hoofd van de plaatselijke geestelijken, die sympathie voor hem toonde. Na een informele bijeenkomst waar de Báb debatteerde met de plaatselijke geestelijken, steeg zijn populariteit enorm. Na de dood van de gouverneur van Isfahan, die voorstander was geworden, beval de Sjah, Mohammad Sjah Kadjar, onder druk van de geestelijken van de provincie, in januari 1847 de Báb naar Teheran te brengen. Na enkele maanden in een kamp buiten Teheran gewacht te hebben en voordat de Báb de Sjah had kunnen ontmoeten, stuurde de minister-president de Báb naar Tabriz in het noordwesten van het land, waar hij werd opgesloten.
Na veertig dagen in Tabriz, werd de Báb vervolgens overgebracht naar het fort van Máh-Kú in de provincie Azerbeidzjan dicht bij de Turkse grens. Tijdens zijn opsluiting begon de Báb aan zijn belangrijkste werk, de Perzische Bayán, dat hij nooit afkreeg. Als gevolg van de groeiende populariteit van de Báb in Máh-Kú en de sympathie van de gouverneur van Máh-Kú, verplaatste de minister-president hem in april 1848 naar het fort van Chihríq. Ook in die plaats groeide de populariteit van de Báb en zijn bewakers werden minder streng. Vandaar dat de minister-president de opdracht gaf de Báb terug te brengen naar Tabriz waar de religieuze autoriteiten werd verzocht de Báb te berechten voor blasfemie en afvalligheid.

### Proces
Het proces vond plaats in juli 1848 in aanwezigheid van de kroonprins en tal van lokale geestelijken. Zij ondervroegen de Báb over de aard van zijn claims en zijn leringen en eisten hem wonderen te tonen om zijn goddelijke autoriteit te bewijzen. Zij vroegen hem zijn claims te herroepen. Er bestaan negen ooggetuigen-verslagen van het proces. Zes van deze verslagen zijn van moslims en zetten de Báb in een slecht daglicht. In totaal geven de negen bronnen 35 antwoorden, maar slechts één antwoord komt terug in alle negen ooggetuigen-verslagen, waar de Báb stelt dat "Ik ben degene die u duizend jaar hebt gewacht." Zijn aanspraak de Mahdi te zijn was ondubbelzinnig.
Het proces bracht geen eenduidig resultaat. De arts van de kroonprins, William Cormick, onderzocht de Báb en voldeed aan het verzoek van de regering hem ontoerekeningsvatbaar te verklaren, zodat de doodstraf niet uitgevoerd kon worden, maar de geestelijken stonden erop dat de Báb twintig zweepslagen op de voetzolen kreeg (bastinado). De Báb werd uiteindelijk teruggebracht naar het fort van Chihríq.

## Executie

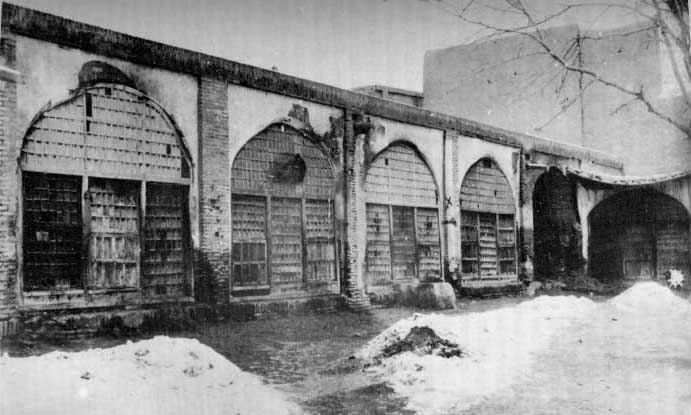
De binnenplaats in Tabriz, waar de Báb werd geëxecuteerd

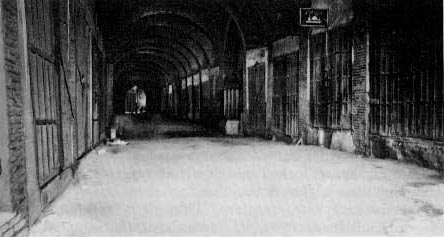

Halverwege 1850 gaf een nieuwe minister-president, Amir Kabir, het bevel voor de executie van de Báb, waarschijnlijk omdat verschillende Bábí-opstanden waren verslagen en de beweging aan populariteit leek te verliezen. Ongeveer 20.000 van zijn volgelingen kwamen om bij vervolgingen en bloedbaden in heel Perzië. De Báb werd teruggebracht naar Tabríz, zodat hij zou kunnen worden neergeschoten door een vuurpeloton. De nacht voor zijn executie, toen hij naar zijn cel werd geleid, wierp een jonge Bábí, Muhammad-'Alíy-i-Zunúzí, genaamd Anís, zich voor de voeten van de Báb en smeekte samen met gedood te mogen worden. Hij werd onmiddellijk gearresteerd en in dezelfde cel als de Báb geplaatst.
Op de ochtend van 9 juli 1850 werd de Báb naar de binnenplaats van de kazerne waar hij werd vastgehouden gebracht, waar duizenden mensen zich hadden verzameld om zijn executie te bekijken. De Báb en Anís waren voor een muur vastgebonden en een groot vuurpeloton van christelijke soldaten bereidde zich voor te schieten. Tal van ooggetuige-verslagen, inclusief van westerse diplomaten, vertellen het resultaat. De opdracht te vuren werd gegeven en het plein vulde zich met rook. Toen de rook optrok was de Báb niet meer op de binnenplaats en zijn metgezel stond er ongedeerd; de kogels hadden beide mannen blijkbaar niet geschaad, maar had het touw waarmee zij aan de muur waren vastgebonden, kapotgeschoten. Er was een grote commotie, velen in de menigte geloofden dat de Báb naar de hemel was opgestegen of gewoon was verdwenen. Maar de soldaten vonden de Báb ongedeerd in een ander deel van de kazerne, waar hij zijn laatste instructies aan zijn secretaris gaf. Hij en Anís werden nogmaals voor de executie vastgebonden, een tweede vuurpeloton van moslim-soldaten stelde zich op en een tweede bevel om te vuren werd gegeven. Deze keer werden de Báb en zijn metgezel gedood. In de Bábí-Bahá'í-traditie gelooft men dat de mislukking van het eerste vuurpeloton de Báb te doden een wonder is. Hun resten werden buiten de poorten van de stad gedumpt om opgegeten te worden door dieren.
Maar de stoffelijke resten werden in het geheim gered door een handvol Bábis en werden verborgen. Na verloop van tijd werden ze in het geheim vervoerd via Isfahan, Kirmansháh, Bagdad en Damascus naar Beiroet en vandaar per schip naar Akko op de vlakte onder de berg Karmel in 1899. In 1909 werden de resten vervolgens begraven in een graftombe, speciaal voor dit doel opgericht door 'Abdu'l-Bahá, op de berg Karmel in Haifa, Israël.

## Opvolging

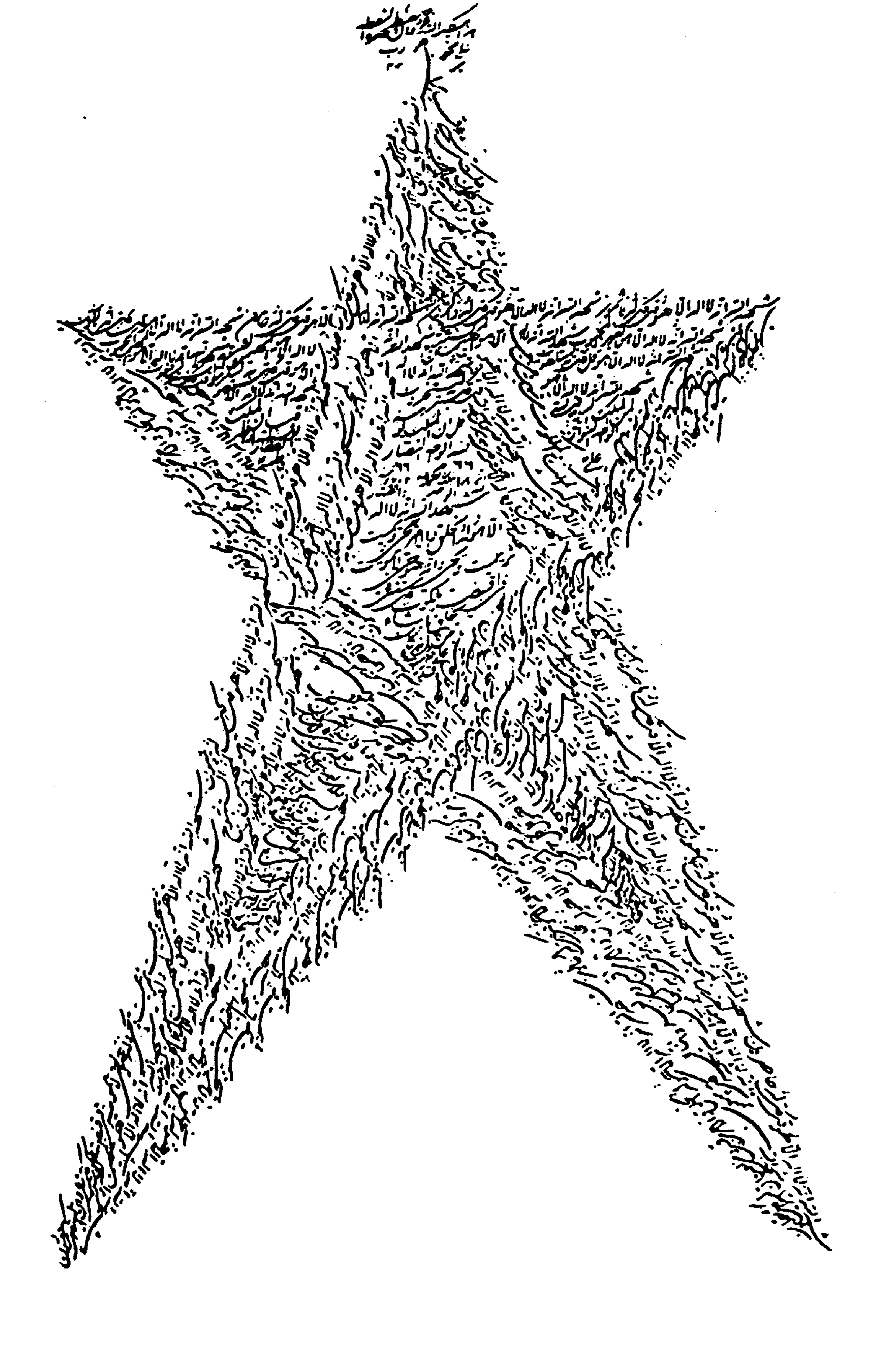
Talisman van de Bab

In de meeste van zijn geschriften, zinspeelde de Báb op een Beloofde, meestal aangeduid als man yazhiruhu'lláh, "Hij dien God zal openbaren", en dat hij zelf "maar een ring aan de hand van Hij dien God zal openbaren" was. Gedurende 20 jaar na de dood van de Báb beweerden meer dan 25 mensen dat zij de Beloofde waren, waarvan Bahá'u'lláh de meest opvallende is.
Vóór de dood van de Báb stuurde hij een brief naar Mírzá Yahyá, getiteld Subh-i-Azal, die wordt beschouwd als zijn wil en testament. De brief wordt erkend als de benoeming van Subh-i-Azal wordt de leider van de Bábí-gemeenschap na de dood van de Báb. Hij wordt ook opgedragen de Beloofde te gehoorzamen wanneer hij verschijnt. Op het moment dat dat de brief verstuurd werd was Subh-i-Azal nog een tiener, had nog nooit leiderschap in de Bábí-beweging aangetoond en woonde nog in het huis van zijn oudere broer, Bahá'u'lláh. Dit alles geeft vertrouwen in de Bahá'í-bewering dat de Báb Subh-i-Azal benoemde als het hoofd van het Bábí-geloof om zo de aandacht af te leiden van Bahá'u'lláh, terwijl de Bábís Bahá'u'lláh vrij konden bezoeken en Bahá'u'lláh de vrijheid had met de Bábís te corresponderen.
Bahá'u'lláh schrijft dat hij in 1853, terwijl hij een gevangene was in Teheran, bezocht werd door een 'Hemelse Maagd', die symbolisch het begin markeerde van zijn missie als een boodschapper van God. Tien jaar later in Bagdad maakte hij zijn eerste publieke verklaring en werd uiteindelijk erkend door de overgrote meerderheid van de Bábís als "Hij dien God zal openbaren". Zijn volgelingen begonnen zich Bahá'ís te noemen.
Subh-i-Azal bleef bij of in de buurt van Bahá'u'lláh wonen tijdens diens verbanningen uit Iran naar Bagdad en vervolgens naar Istanbul en Edirne, ook al veroorzaakte de claim van Bahá'u'lláh een boodschapper God te zijn in 1863 een twistpunt over de autoriteit van Subh-i-Azal als het hoofd van de Bábí-gemeenschap. In september 1867, in Edirne, daagde Subh-i-Azal Bahá'u'lláh uit voor een test van de goddelijke wil, in een plaatselijke moskee in Edirne (Adrianopel), zodat "God de leugenaar zou neerslaan". Bahá'u'lláh ging hiermee akkoord en ging naar de Sultan Selim moskee op de afgesproken tijd, maar Mirza Yahya kwam niet opdagen.
De volgelingen van Subh-i-Azal werden bekend als azalis of azali bábís. Voor de bábís die Bahá'u'lláh niet erkenden, bleef Subh-i-Azal hun leider tot aan zijn dood in 1912. Of hij een opvolger had, wordt betwist. Bahá'í-bronnen melden dat 11 van de 18 "getuigen" benoemd door Subh-i-Azal om voor de Bábí-gemeenschap te zorgen, bahá'ís werden, evenals zijn zoon. De man die beweerde door Subh-i-Azal benoemd te zijn als zijn opvolger, Hadíy-i-Dawlat-Abádí, herriep later publiekelijk zijn geloof in de Báb en Subh-i-Azal.
Uiteindelijk bleek Bahá'u'llah succesvoller te zijn en bijna alle volgelingen van de Báb verlieten Subh-i-Azal en werden bahá'ís. Tegenwoordig heeft het Bahá'í-geloof miljoenen volgelingen, terwijl de schattingen van het aantal Azalís over het algemeen rond de duizend zijn, geïsoleerd in Iran.

## Leringen
De leringen van de Báb kunnen worden ingedeeld in drie grote fasen. Zijn vroegste leringen worden gekenmerkt door zijn interpretatie van de Koran en islamitische tradities. In de tweede filosofische fase geeft de Báb een toelichting op de metafysica van de schepping en in de derde wetgevende fase worden mystieke en historische beginselen expliciet verenigd.
In zijn vroege jaren richtte de Báb zich op uitleg en commentaar op de verzen van de Koran. In tegenstelling tot klassieke Koran-commentaren door theologen of soefi's ging zijn commentaar meestal in op de betekenis van de tekst letter voor letter in plaats van de betekenissen van woorden en zinnen, wat hem in staat stelde gebruik te maken van een heilige tekst als uitgangspunt voor een thema dat los stond van de Koran-passage. De Bábs benadering van teksten en veel islamitische leringen was symbolisch en metaforisch en vaak wees hij letterlijke interpretaties van de Apocalyps af.
De Báb-leringen begonnen te veranderen in 1848, toen hij de islamitische Sharia wetgeving afschafte. De Bábí Sharia bevatte zijn eigen vorm van een bedevaart naar het huis van de Báb in Shiraz. Een Bábí-kalender van negentien maanden van negentien dagen werd vastgesteld dat begon op het Perzische Naw-Ruz en een vierdaagse schrikkelperiode had (om het totaal op 365 dagen te brengen; 19 keer 19 is slechts 361). De laatste negentiendaagse maand, die in maart viel, werd de Bábí-maand van vasten. Het Bábí-verplichte gebed verschilde van de islamitische, maar werd minder benadrukt dan dhikr, de herhaling van verzen. De wetgeving voor het huwelijk raadde polygamie af, verbood concubinaat en gebood een jaar van geduld voordat een echtscheiding kon worden afgerond. Deze wetten en de opheffing van een expliciete noodzaak voor vrouwen om een sluier te dragen, verbeterde mogelijk de positie van de vrouw tot een aanzienlijke hoogte. Echter, de Báb heeft nooit een beginsel van gelijkheid van de seksen ingesteld en andere regelgeving zette de scheiding van de seksen in het openbaar voort.
In zijn latere geschriften beschreef de Báb het goddelijke of eeuwige wezen als onkenbaar, onbeschrijflijk en ontoegankelijk. De Báb vergeleek het goddelijke met de zon die steeds één blijft, ook al manifesteert het zich onder verschillende namen en vormen in personen, profeten. Sommige van deze leringen tonen gemeenschappelijke kenmerken met eerdere Sjiitische groeperingen, maar zijn leringen over de opeenvolgende "profetische cycli" vormen een volledig een origineel concept. Hij geeft ook herinterpretaties van Sjii eschatologische termen, zoals 'opstanding', 'de dag des oordeels’, en ‘paradijs’ en ‘hel.’ Hij verklaarde dat "Opstanding" de verschijning van een nieuwe openbaring betekent en dat "het opstaan van de doden" verwijst naar het geestelijk ontwaken van hen die ver van ware godsdienst verwijderd zijn. Hij voegde hieraan toe dat "de dag des oordeels" verwijst naar de tijd dat een nieuwe Manifestatie van God komt, en naar de aanvaarding of afwijzing van hem door de mensen. De Báb leerde dat met zijn openbaring de eindtijd was gekomen, dat het tijdperk van de opstanding was begonnen en dat de eindtijd symbolisch stond voor het einde van de laatste profetische cyclus. Traditionele sjiitische overtuigingen werden zo radicaal opnieuw geïnterpreteerd, dat maar weinig van de populaire traditionele verwachtingen heel werden gelaten.
Een ander vast thema in zijn werk, met name in de Perzische Bayán, is dat van “Hij dien God zal openbaren”: een Messiaanse figuur die na hem zou komen. Bábís werden aangespoord om op alle bijeenkomsten een stoel voor hem vrij te houden en voortdurend voorbereid te zijn om hem te accepteren.
De Bábs geschriften bevatten ook veel talismanische figuren, astrologische tabellen, cijfers en berekeningen, die lijken op de Nuqtavi kabbalistische symboliek. Het nummer 19 komt vaak voor in de geschriften van de Báb. Zijn leer heeft een mystieke kijk op de wereld waar het heilige karakter van de mens het beeld van God is.

### Bahá'í bronnen
- 'Abdu'l-Bahá, Browne, E.G. (Tr.) (1891). A Traveller's Narrative: Written to illustrate the episode of the Bab. Cambridge University Press. Gearchiveerd op 12 februari 2007. Geraadpleegd op 21 februari 2007.
- 'Abdu'l-Bahá, Browne, E.G. (Tr.) (1891). A Traveller's Narrative: Written to illustrate the episode of the Bab. Kalimát Press, Los Angeles, USA. ISBN 1-890688-37-1. Gearchiveerd op 2 maart 2007. Geraadpleegd op 21 februari 2007.
- Afnán, Mírzá Habíbu’lláh (n.d.). The Báb in Shiraz: An Account by Mírzá Habíbu’lláh Afnán. Gearchiveerd op 29 mei 2008. Geraadpleegd op 23 mei 2008.
- Balyuzi, H.M. (1973). The Báb: The Herald of the Day of Days. George Ronald, Oxford, UK. ISBN 0-85398-048-9.
- Effendi, Shoghi (1944). God Passes By. Bahá'í Publishing Trust, Wilmette, Illinois, USA. ISBN 0-87743-020-9. Gearchiveerd op 19 februari 2007. Geraadpleegd op 21 februari 2007.
- Ferraby, John (1975). All Things Made New: A Comprehensive Outline of the Bahá'í Faith. Bahá'í Distribution Service. ISBN 81-86953-01-9.
- Nabíl-i-Zarandí (1932). The Dawn-Breakers: Nabíl’s Narrative. Bahá'í Publishing Trust, Wilmette, Illinois, USA. ISBN 0-900125-22-5. Gearchiveerd op 10 maart 2005. Geraadpleegd op 30 oktober 2009.
- Nabíl-i-Zarandí (2009). Nabíls Verhaal - een verkorte weergave door Zena Sorabjee. Stichting Bahá'í Literatuur, Den Haag.
- Saiedi, Nader (2008). Gate of the Heart. Wilfrid Laurier University Press, Waterloo, ON. ISBN 978-1-55458-035-4.
- (en) Smith, Peter (2008). An Introduction to the Baha'i Faith. Cambridge University Press, Cambridge. ISBN 0-521-86251-5. Gearchiveerd op 12 mei 2021.
- Smith, Peter (1999). A Concise Encyclopedia of the Bahá'í Faith. Oneworld Publications, Oxford, UK. ISBN 1-85168-184-1.
- Taherzadeh, Adib (1976). The Revelation of Bahá'u'lláh, Volume 1. George Ronald, Oxford, UK. ISBN 0-85398-270-8.
- Taherzadeh, Adib (1977). The Revelation of Bahá'u'lláh, Volume 2. George Ronald, Oxford, UK. ISBN 0-85398-071-3.
- Taherzadeh, Adib (1984). The Revelation of Bahá'u'lláh, Volume 3. George Ronald, Oxford, UK. ISBN 0-85398-144-2.
- Taherzadeh, Adib (1987). The Revelation of Bahá'u'lláh, Volume 4. George Ronald, Oxford, UK. ISBN 0-85398-270-8.

### Overige bronnen
- Amanat, Abbas (1989). Resurrection and Renewal. Cornell University Press, Ithaca, New York, USA. ISBN 0-8014-2098-9. Gearchiveerd op 13 maart 2021.
- Anoniem, Browne, E.G. (Ed.) (1910). Kitab-i Nuqtat al-Kaf: Being the Earliest History of the Bábis. E.J. Brill, Leiden, Nederland. Gearchiveerd op 6 december 2006. Geraadpleegd op 21 februari 2007.
- British Broadcasting Corporation (2002). BBC Religion and Ethics Special: Bahá'í. Gearchiveerd op 27 februari 2007. Geraadpleegd op 21 februari 2007.
- Browne, E.G. (1889). The Bábis of Persia (in Journal of the Royal Asiatic Society), pp. 485-526, & 881-1009.
- Browne, E.G (1890). Babism (in: Religious Systems of the World: A Contribution to the Study of Comparative Religion). Swann Sonnenschein, Londen, pp. 333-53. Gearchiveerd op 10 maart 2007. Geraadpleegd op 21 februari 2007.
- Denis MacEoin (1992). The Sources for Early Bābī Doctrine and History. Brill, Leiden. ISBN 9004094628. Gearchiveerd op 3 maart 2012. Geraadpleegd op 10 juni 2008.
- Mirza Huseyn of Hamadan, Browne, E.G. (Tr.) (1893). The Tarikh-i-Jadid, or New History of Mirza 'Ali Muhammad The Bab. University Press, Cambridge. Gearchiveerd op 4 december 2006. Geraadpleegd op 21 februari 2007.
- A-L-M Nicolas (1905). Seyyed Ali Mohammed dit Le Bab. Dujarric & Cie, Editeurs, Parijs. Gearchiveerd op 4 december 2006. Geraadpleegd op 18 september 2007.